# Tony Olsson
Tony Olsson (ur. 13 marca 1965 w Visby) – szwedzki żużlowiec.
Dwukrotny Młodzieżowy Indywidualny Wicemistrz Szwecji (Nässjö 1984, Norrköping 1985), Wicemistrz Świata Juniorów (Równe 1986), Mistrz Szwecji w Parach (1988), dwukrotny brązowy medalista Drużynowych Mistrzostw Świata (Long Beach 1988, Bradford 1989), uczestnik finału Indywidualnych Mistrzostw Świata (Monachium 1989 – VIII miejsce), zdobywca III miejsca w turnieju o Zlatą Přilbę (Pardubice 1989).
W 1988 r. zdobył w barwach Bysarny Visby złoty medal Drużynowych Mistrzostw Szwecji. Był również jednokrotnym (1990) Drużynowym Mistrzem Wielkiej Brytanii (jako zawodnik klubu Reading Racers). W 1991 r. wystąpił w rozgrywkach I ligi Drużynowych Mistrzostw Polski, reprezentując Stal Gorzów Wielkopolski.
Po zakończeniu czynnej kariery sportowej był menedżerem reprezentacji Szwecji, dwukrotnie (2003, 2004) zdobywając z nią Drużynowy Puchar Świata. Po zakończeniu sezonu 2009 objął po Ole Olsenie stanowisko dyrektora cyklu Grand Prix.